# Musée archéologique d'Ostie
Le musée archéologique d'Ostie (en italien : Museo Archeologico Ostiense) est situé Viale dei Romagnoli, 717 à Ostie, en Italie. Il est consacré à l'ancienne ville romaine d'Ostia Antica.
Il est construit à la demande du pape Pie IX qui, en 1865, fait réadapter un bâtiment du XVe siècle, alors utilisé en tant que magasin, pour créer un musée de la ville.
Le musée présente de nombreux objets archéologiques extraits lors de longues périodes de fouilles. La collection comprend, par exemple, une collection de portraits de personnages célèbres de l'ancienne Ostie, notamment ceux de philosophes et de membres de la famille royale, tels les bustes représentant Asclépios et Volcacius Myropnous, un portrait de Faustine l'Ancienne et de Trajan.
Le musée possède également une grande collection de sculptures, notamment, la statue de Persée tenant la tête de Méduse et le groupe sculptural de Mithra tuant le taureau.

## Vues

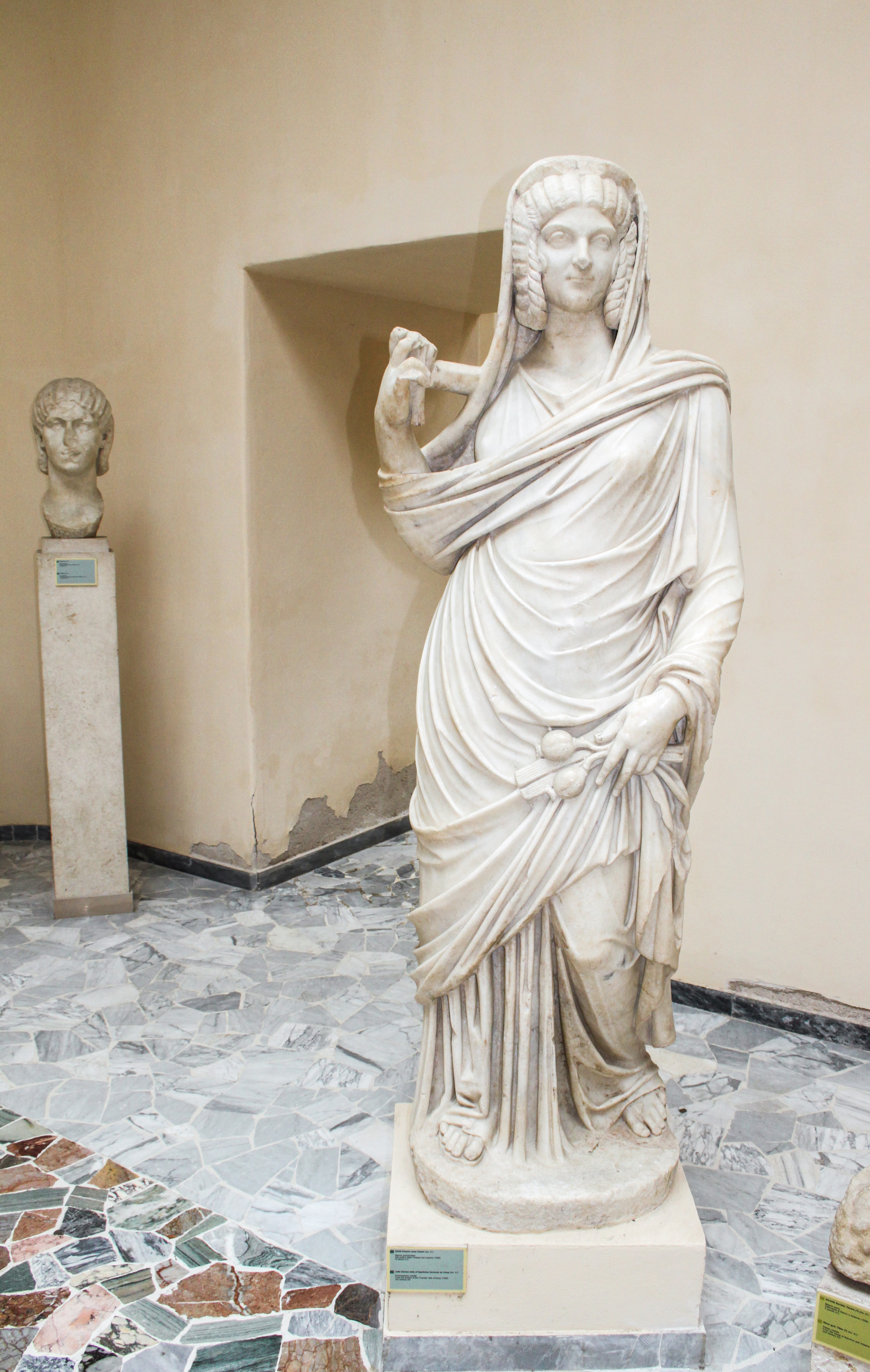
Julia Domna
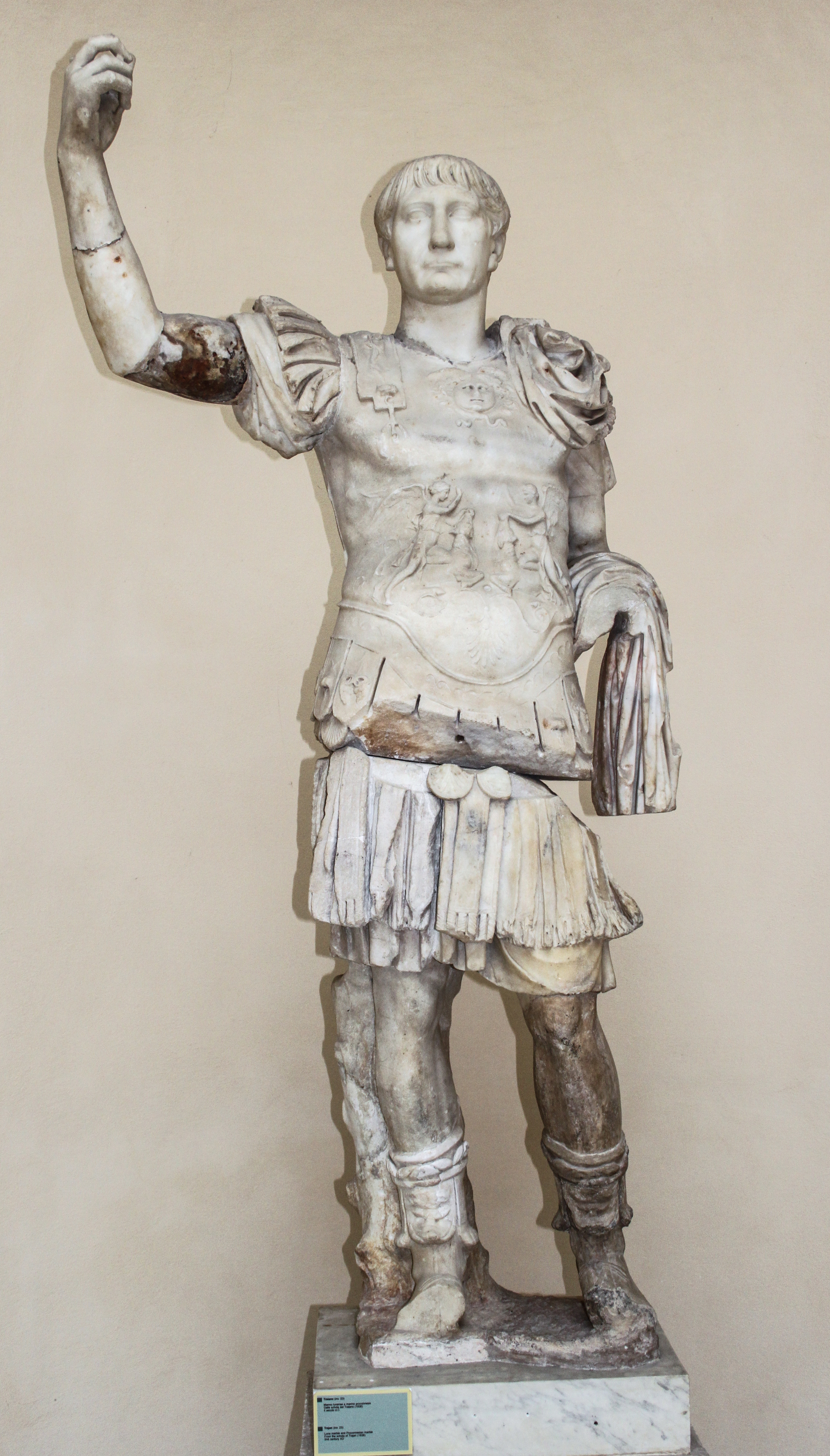
Trajan
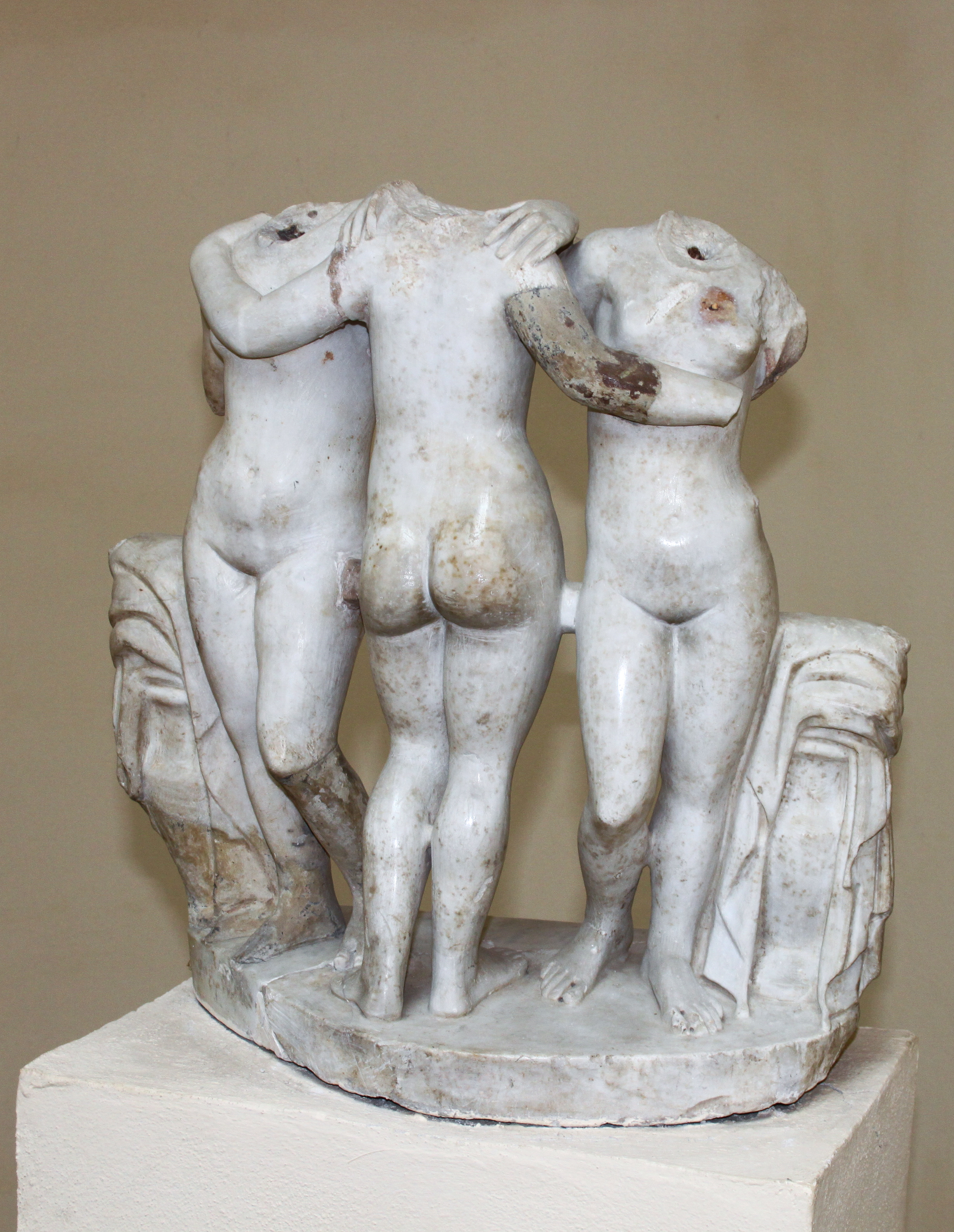
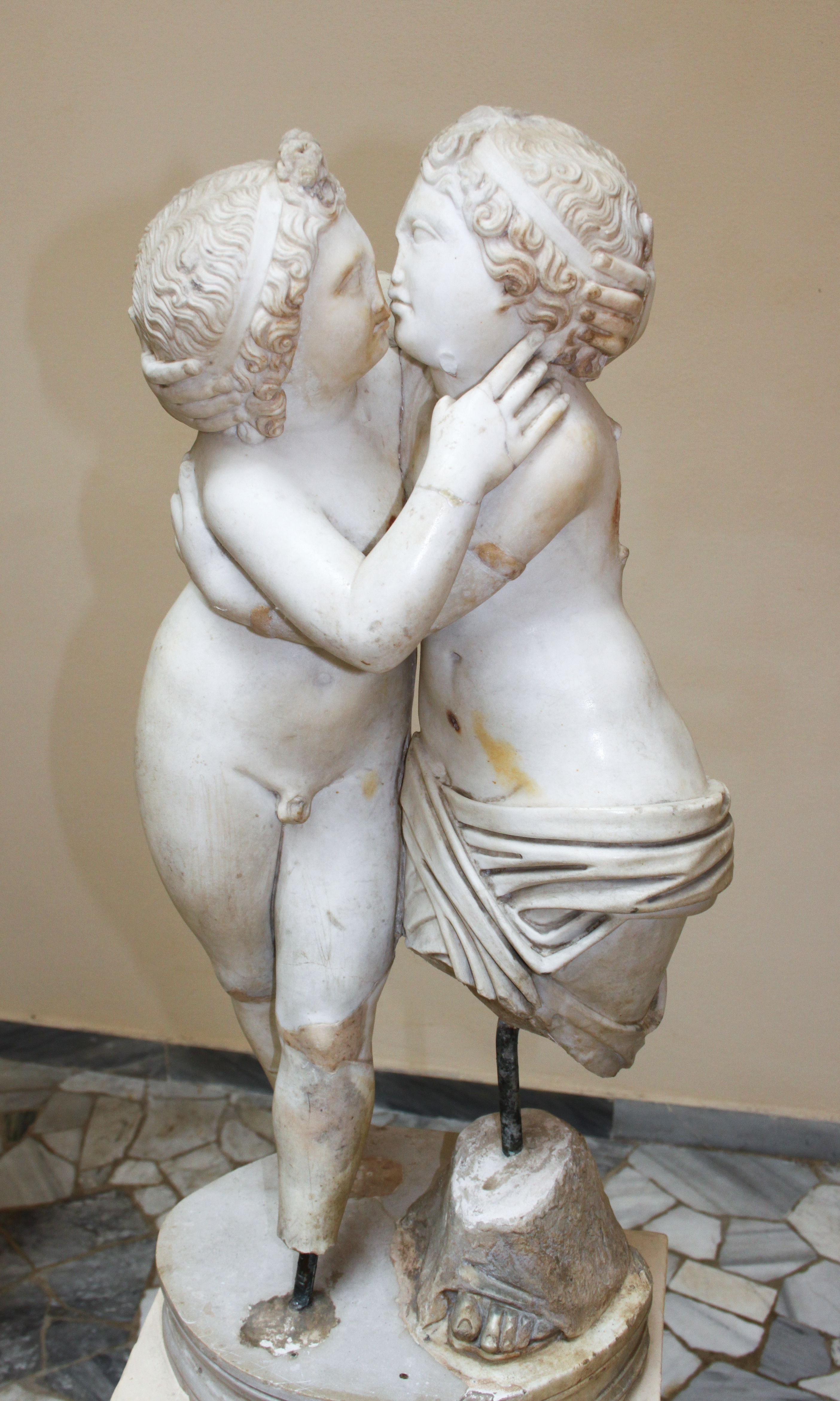
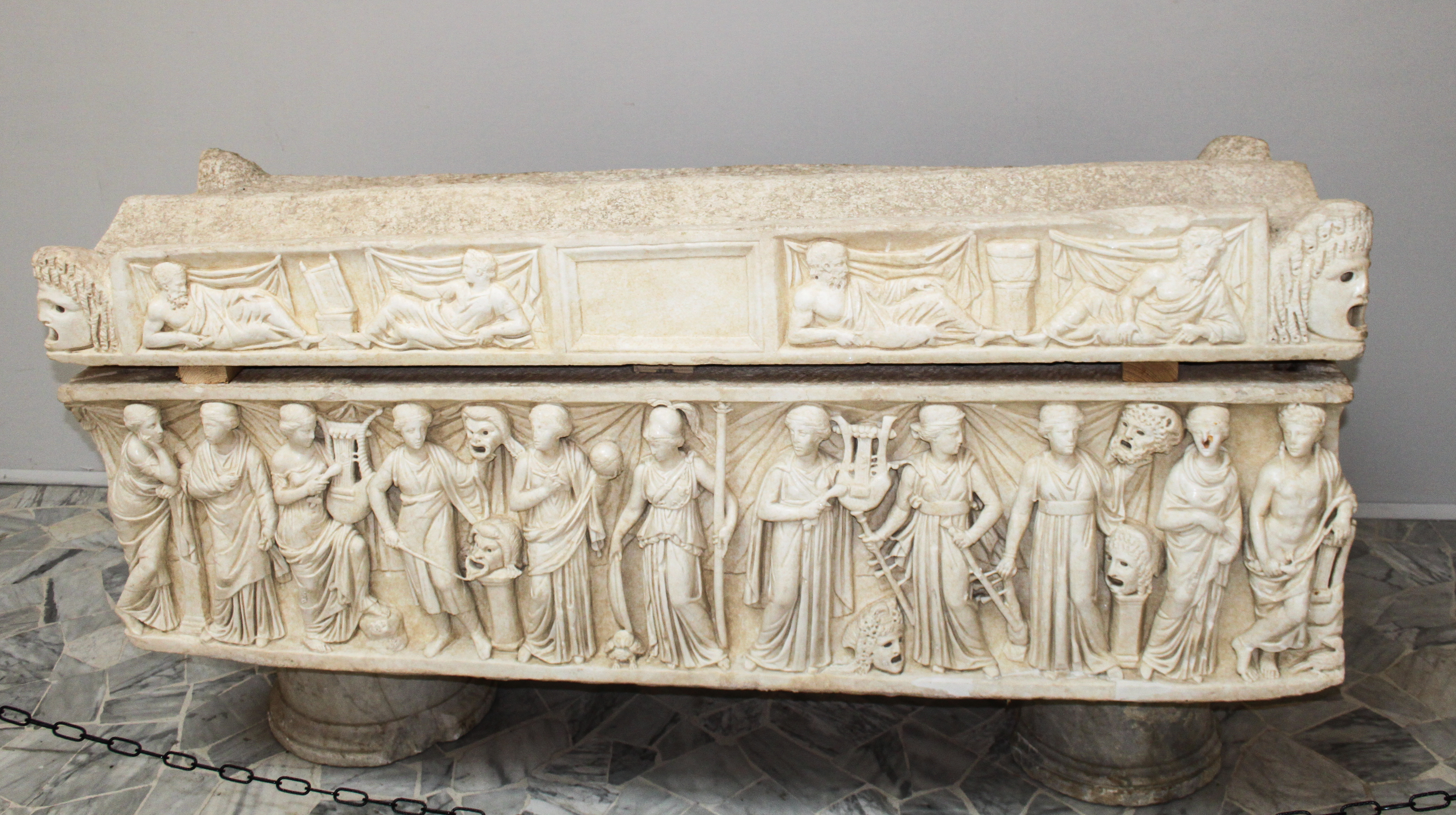
Sarcophage des Muses
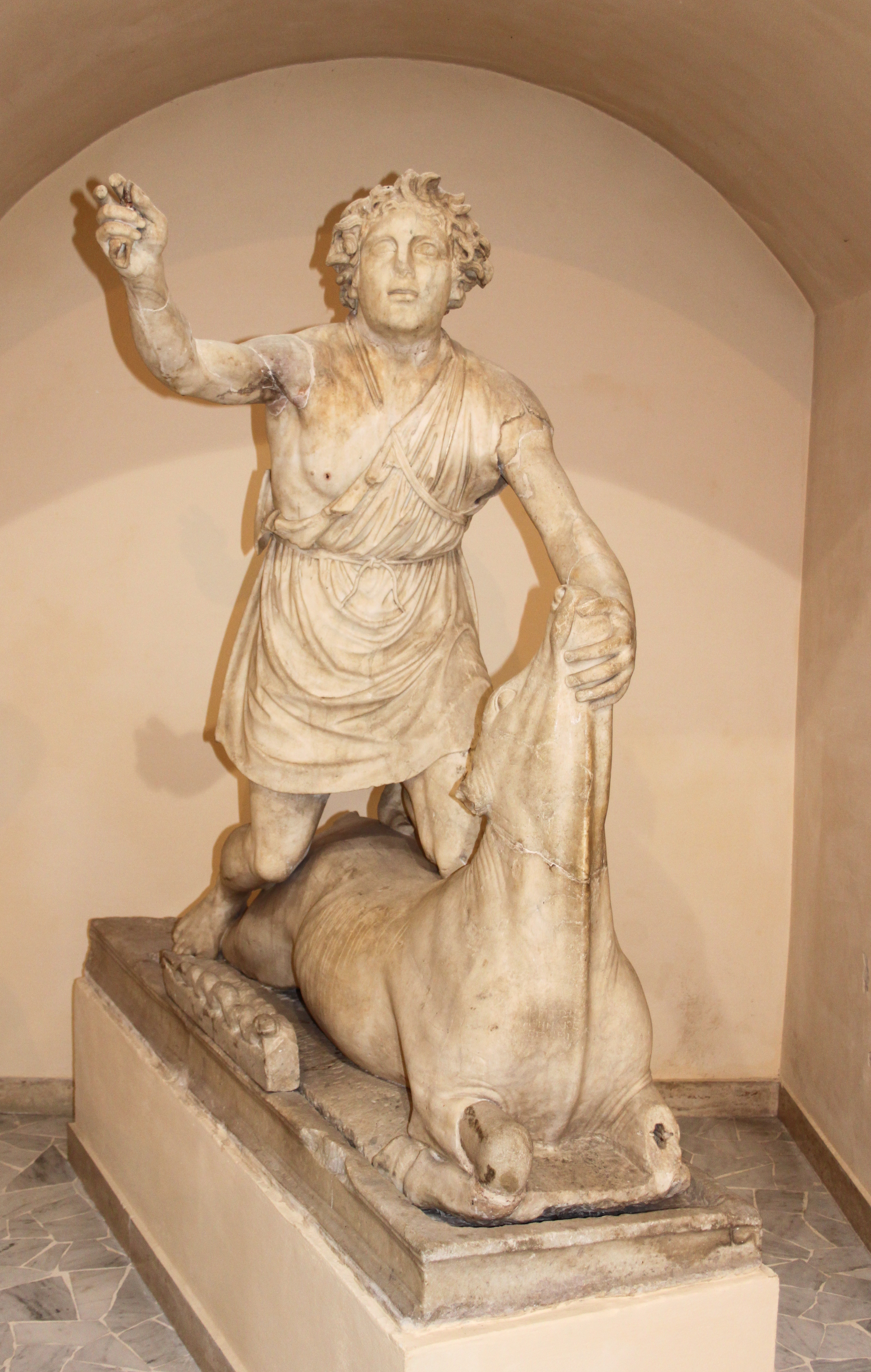
Mithra tuant le taureau

## Source de la traduction
- (en) Cet article est partiellement ou en totalité issu de l’article de Wikipédia en anglais intitulé « Museo Archeologico Ostiense » (voir la liste des auteurs).